# Edgar Barreto
Edgar Osvaldo Barreto Cáceres (ur. 15 lipca 1984 w Asunción) – piłkarz paragwajski grający na pozycji środkowego pomocnika w holenderskim klubie NEC Nijmegen.
Posiada również obywatelstwo włoskie, jest młodszym bratem piłkarza Diego Barreto.

## Kariera klubowa
Barreto pochodzi ze stolicy kraju Asunción i tam też zaczynał piłkarską karierę w klubie Cerro Porteño. Do pierwszej drużyny trafił już w 2001, ale na debiut czekał cały rok i w Primera división paraguaya zadebiutował w 2002. Miał wówczas 18 lat, toteż sporadycznie pojawiał się na boisku, zagrał w 6 ligowych meczach, a ze swoim klubem zajął 6. miejsce w lidze. W roku 2003 miał już miejsce w podstawowym składzie Cerro Porteño i zdobył wówczas 4 gole dla swojego zespołu, z którym został wicemistrzem kraju.
Zimą 2004 Barreto zainteresowano się w Europie i za 800 tysięcy euro paragwajski pomocnik trafił do holenderskiego NEC Nijmegen. W Eredivisie zadebiutował 8 lutego w przegranym 2:0 wyjazdowym meczu z FC Groningen. Od sezonu 2004/2005 wywalczył miejsce w podstawowej jedenastce i jest filarem linii pomocy NEC. Przez 4 lata spędzone w Nijmegen był jednym z nielicznych reprezentantów kraju. Z NEC nie osiągał dotąd sukcesów i zazwyczaj zajmował z nimi miejsce w środku tabeli.
Latem 2007 Barreto przeszedł do włoskiej Regginy Calcio. Przez dwa sezony był podstawowym zawodnikiem tej drużyny, po czym latem 2009 przeszedł do Atalanty BC, z którą spadł do drugiej ligi. 31 sierpnia 2011 zawodnik zmienił klub na US Palermo. W latach 2015–2020 grał w Sampdorii, a w 2020 wrócił do NEC.
| Sezon   | Klub           | Kraj     | Rozgrywki                  | Mecze | Bramki |
| ------- | -------------- | -------- | -------------------------- | ----- | ------ |
| 2002    | Cerro Porteño  | Paragwaj | Primera división paraguaya | 6     | 0      |
| 2003    | Cerro Porteño  | Paragwaj | Primera división paraguaya | 20    | 4      |
| 2003/04 | NEC Nijmegen   | Holandia | Eredivisie                 | 9     | 0      |
| 2004/05 | NEC Nijmegen   | Holandia | Eredivisie                 | 25    | 5      |
| 2005/06 | NEC Nijmegen   | Holandia | Eredivisie                 | 32    | 3      |
| 2006/07 | NEC Nijmegen   | Holandia | Eredivisie                 | 29    | 2      |
| 2007/08 | Reggina Calcio | Włochy   | Serie A                    | 36    | 3      |
| 2008/09 | Reggina Calcio | Włochy   | Serie A                    | 32    | 2      |
| 2009/10 | Atalanta BC    | Włochy   | Serie A                    | 4     | 0      |
| 2010/11 | Atalanta BC    | Włochy   | Serie B                    | 29    | 2      |
| 2011/12 | US Palermo     | Włochy   | Serie A                    | 34    | 1      |
| 2012/13 | US Palermo     | Włochy   | Serie A                    | 30    | 0      |
| 2013/14 | US Palermo     | Włochy   | Serie B                    | 30    | 0      |
| 2014/15 | US Palermo     | Włochy   | Serie A                    | 24    | 2      |
| 2015/16 | UC Sampdoria   | Włochy   | Serie A                    | 30    | 0      |
| 2016/17 | UC Sampdoria   | Włochy   | Serie A                    | 32    | 2      |
| 2017/18 | UC Sampdoria   | Włochy   | Serie A                    | 28    | 1      |
| 2018/19 | UC Sampdoria   | Włochy   | Serie A                    | 12    | 0      |
| 2019/20 | UC Sampdoria   | Włochy   | Serie A                    | 2     | 0      |
| 2020/21 | NEC Nijmegen   | Holandia | Eredivisie                 | 28    | 3      |

## Kariera reprezentacyjna
W 2003 Barreto był podstawowym zawodnikiem młodzieżowej reprezentacji Paragwaju U-20 na Młodzieżowych Mistrzostwach Świata w Zjednoczonych Emiratach Arabskich, na których z Paragwajem doszedł do 1/8 finału.
W 2004 Barreto został powołany do kadry na Igrzyska Olimpijskie w Atenach. Był podstawowym zawodnikiem zespołu i grał tam we wszystkich meczach, także w finałowym, przegranym 0:1 z Argentyną. Miał więc duży udział w największym sukcesie Paragwaju w piłce nożnej, jakim był srebrny medal olimpijski.
W pierwszej reprezentacji Paragwaju Barreto zadebiutował 8 lipca 2004 w wygranym 1:0 meczu z Kostaryką. W 2006 roku został powołany przez Aníbala Ruiza na finały Mistrzostw Świata w Niemczech. Z Paragwajem nie wyszedł z grupy, a wystąpił w 2 meczach: 9 minut ze Szwecją (0:1) oraz wygranym 2:0 meczu z Trynidadem i Tobago. Wystąpił też na Mistrzostwach Świata 2010 w RPA. Od 2004 do 2011 rozegrał w kadrze narodowej 60 meczów i strzelił 3 gole.